# استمرارية الآشوريين

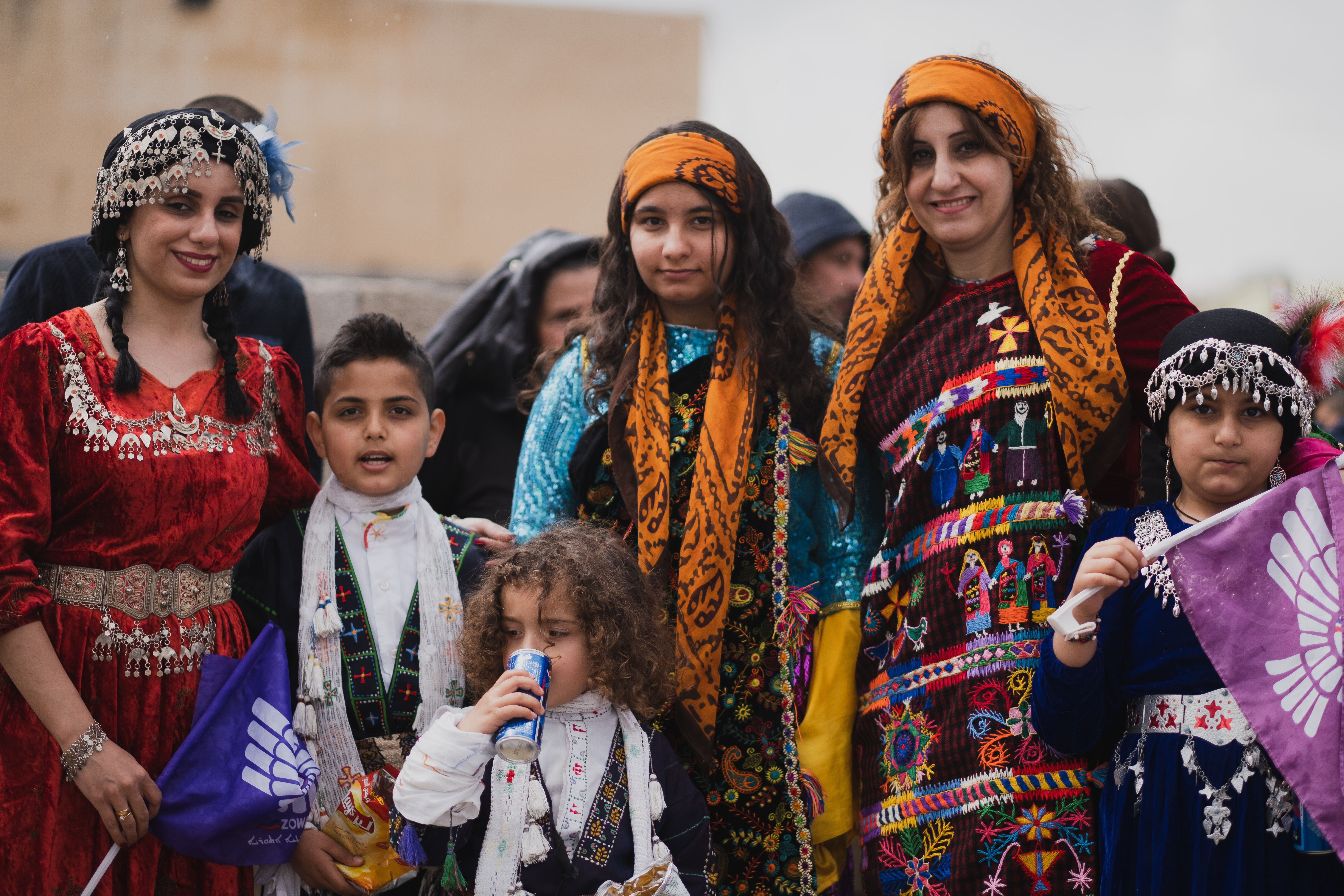
الآشوريون يحتفلون برأس السنة الآشورية (أكيتو) عام 6769 (1 أبريل 2019) في دهوك (نوهادرا)

استمرارية الآشوريين (Assyrian continuity) فرضية دعمها عدد من الباحثين والآشوريين المعاصرين تقترح أن الآشوريين المعاصرين في الوقت الحالي ينحدرون من الآشوريين القدماء، وهم شعب سامي يعود أصله إلى آشور القديمة، ويتحدث اللغة الآشورية القديمة، وهي لهجة عامية اشتقت من اللغة الأكدية ثم الآرامية. بُنيت مفاهيم الاستمرارية الآشورية على ادعاءات إثنية وجينية ولغوية وتاريخية، إضافةً إلى الاستمرارية المزعومة للموروث التاريخي والثقافي الآشوري بعد سقوط الإمبراطورية الآشورية القديمة.
أخذت ادعاءات الاستمرارية موقعًا هامًا في الحياة العامة لمجتمعات الآشوريين المعاصرين، سواء في بلدانهم الأصلية أو على امتداد الشتات الآشوري. من المقبول أن الآشوريين المعاصرين أقلية إثنية أصلية تقطن في العراق الحديثة وجنوب شرق تركيا وشمال شرق سوريا وعلى المناطق الحدودية في شمال غرب إيران، وهذه المنطقة تغطي تقريبًا أرض آشور القديمة.
الآشوريون شعب معاصر ما يزال يتحدث ويقرأ ويكتب اللغة العامية الآرامية الشرقية المتأثرة بالأكدية مثل الآرامية الآشورية الحديثة، ويعتنق أغلبهم الديانة المسيحية، ومعظمهم ينتمون إلى طوائف مسيحية سريانية متنوعة: كنيسة المشرق الآشورية، وكنيسة المشرق القديمة، والكنيسة الكلدانية الكاثوليكية، والكنيسة السريانية الأرثوذكسية، والكنيسة السريانية الكاثوليكية، إضافةً إلى الطوائف البروتستانتية التابعة للكنيسة الآشورية الخمسينية والكنيسة الإنجيلية البروتستانتية الآشورية.
دعمت مجموعة كبيرة من الباحثين المعاصرين الاستمرارية الآشورية، ومنهم سيمو بربولا وريتشارد فراي ومردوخاي نيسان وروبرت بيغز وهنري ساغس. كان الباحث السرياني والبروفيسور الجامعي أمير حراق من أبرز الباحثين الآشوريين الداعمين للاستمرارية الآشورية.

## الدليل على استمرارية الآشوريين من العصور  الكلاسيكية القديمة
يرجع الدليل على استمرارية الآشوريين من فترة العصور الكلاسيكية القديمة إلى البيانات الآثرية والتاريخية المرتبطة بالاستمرارية الإثنية والثقافية والإقليمية خلال فترات حكم الإمبراطورية البابلية الحديثة والإمبراطورية الأخمينية والحكم السلوقي والإمبراطورية الفرثية والإمبراطورية الرومانية والإمبراطورية الساسانية والفترة الباكرة من حكم الإمبراطورية البيزنطية (القرن السابع قبل الميلاد إلى القرن السابع بعد الميلاد).
وفيما يتعلق بعدم انقطاع تقاليد المناطق الآشورية وهويتها، يستند أحد أهم الدلائل إلى الحفاظ على اسم المنطقة الآشورية الذي استمر حتى بعد انهيار الإمبراطورية، واستُخدم رسميًا في وقت لاحق من قبل بعض الدول التي خلفتها ليكون تسمية إدارية (إقليمية) لموطن الآشوريين.
تتعلق المجموعة الثانية من الأدلة بالاكتشافات الأثرية في فترات متنوعة تلت انهيار الإمبراطورية. أشارت الحفريات الأثرية الحديثة في موطن الآشوريين إلى وجود استمرار مستقر في التواجد المحلي للشعب الآشوري مع صون الهوية الثقافية خاصةً ما يتعلق باستمرار الطوائف الدينية الآشورية والممارسات الدينية.
برزت أسئلة أخرى طرحها كتاب عديدون سابقًا خلال العصور الكلاسيكية القديمة، وأشارت إلى العلاقات المرتبطة بعلم أصول الكلمات وعلم دلالات الألفاظ بين كلمة آشور Assyria وسوريا Syria.
يبدو أن اكتشاف نصب شينيكوي عام 1997 دعم الموقف السائد مسبقًا حول اشتقاق مصطلح «سوريا» من المصطلح الأكدي Aššūrāyu (بالكتابة المسماريرة .........) عبر حذف الأحرف الأولى. كُتب نقش شينيكوي الهيروغليلفي بلغة مزدوجة فينيقية لوفية، واكتشف في قرية شينيكوي في محافظة أضنة التركية (قيليقية القديمة)، ويعود تاريخه إلى القرن الثامن قبل الميلاد.
اعتمد السلوقيون الإغريق لاحقًا هذا التحوير الهندي الأوروبي للمصطلح بدءًا من آواخر القرن الرابع قبل الميلاد أو أوائل القرن الثالث قبل الميلاد، ثم أطلقوا التسمية (أو أساؤوا استخدامها) على الشعوب غير الآشورية (السوريون)، واجتمعت شعوب المشرق الكبرى من السلوقيين والآراميين والفينيقيين تحت مسمى «سوريين» أو «سريانيين» في العالم اليوناني الروماني القديم.
في العصر الكلاسيكي اليوناني، استُخدمت كلمتا «سوريا» و«آشور» غالبًا بشكل متبادل، وكانت الفروق التي اقترحها هيرودوت بين الكلمتين في القرن الخامس قبل الميلاد استثناءً باكرًا ملحوظًا. أكد راندولف هيلم أن هيرودوت لم يطلق مصطلح سوريا على منطقة بلاد الرافدين، بل دومًا ما سماها «آشور»، واستخدم «سوريا» للإشارة إلى قاطني المشرق الأدنى المواجه لساحل المتوسط، ورغم إبقائه على هذه الفروق، ادعى هيرودوت أن أولئك الذين يُطلق عليهم السوريين بلسان اليونايين هم ذاتهم الآشوريون بلسان البرابرة (غير اليونانيين).